# Sainte-Lucie-de-Tallano
Sainte-Lucie-de-Tallano (korziško Santa Lucia di Taddà) je naselje in občina v francoskem departmaju Corse-du-Sud regije - otoka Korzika. Leta 2008 je naselje imelo 392 prebivalcev.

## Geografija
Kraj leži v goratem južnem predelu otoka Korzike znotraj regionalnega naravnega parka Korzike, 19 km severovzhodno od Sartène.

## Uprava
Občina Sainte-Lucie-de-Tallano skupaj s sosednjimi občinami Altagène, Aullène, Cargiaca, Loreto-di-Tallano, Mela, Olmiccia, Quenza, Serra-di-Scopamène, Sorbollano, Zérubia in Zoza sestavlja kanton Tallano-Scopamène s sedežem v Serra-di-Scopamène. Kanton je sestavni del okrožja Sartène.